# Felipe Morales Zárate
Felipe Morales Zárate (Viña del Mar, 1981-), es un comunicador audiovisual de Duoc UC, con mención en dirección de cine y TV. Curso de especialización en Realización Cinematográfica en EICTV, Cuba. Director de Televisión chileno.

## Vida artística
Uno de sus primeros programas fue "Valparaíso con ojos de cristal" en UCV TV (circa, 2001)
Director de programas en el Área de Entretención de Canal 13 (“Vértigo”, “Diana”, Bailando”, “Buenas Noches”, “Atrapa los Millones”, “Quien Quiere ser Millonario”, "Ruleta Rusa”, entre otros).
Director de programas en el Área Contenidos13 de Canal 13 (“Que dice el público”, “El camino del comediante” Chile registrado” Working progres).
Docente auxiliar en Duoc UC Sede San Carlos de Apoquindo en las asignaturas “Proyecto de Título” y “Realización de Contenidos Audiovisuales". 
Desde el 2003, el Centro de Investigación, ha incursionado en estrategias para el desarrollo del aprendizaje; control de gestión en procesos administrativos pedagógicos y curriculares; modelamiento de competencias, según indicadores de logro cognitivo; gestión y certificación en calidad, entre otras. Actualmente en operaciones, en colegios del Norte Grande.
En el Festival de Viña 2019, estuvo a cargo de la dirección de televisión de los humoristas, especialmente del argentino Jorge Alís. También, supervisó la transmisión de la presentación del cantante español Raphael.
A mediados del 2019, fue designado como el director del Festival de Viña del Mar.